# École royale du génie de Mézières

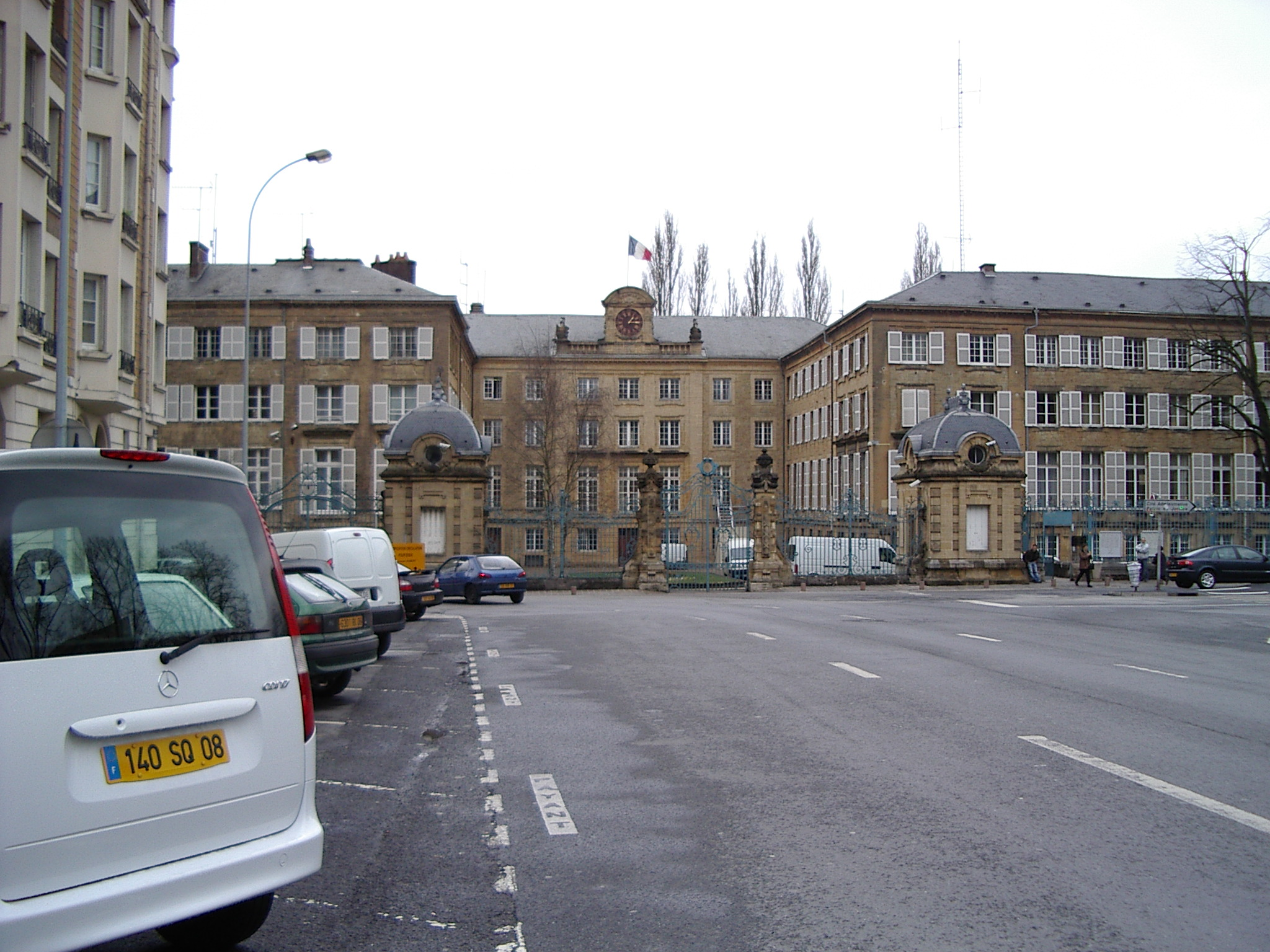
L’Hôtel du Département des Ardennes occupe aujourd’hui les locaux de la prestigieuse école de l'Ancien Régime

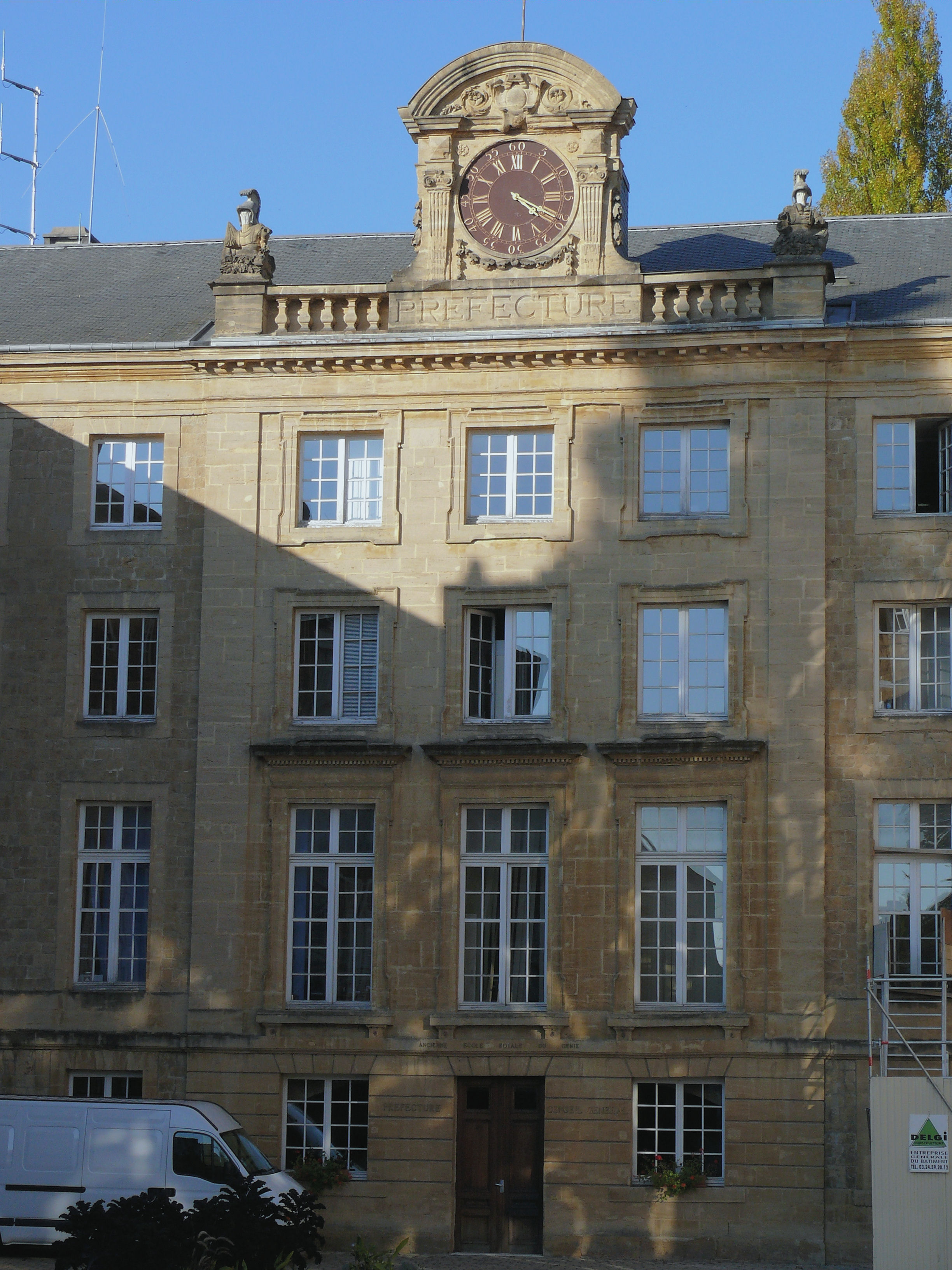
L’hôtel du département des Ardennes.

L'École royale du génie de Mézières fut fondée en 1748 sur proposition du comte d'Argenson, secrétaire d'État à la Guerre et de Nicolas de Chastillon, commandant de la citadelle de Charleville-Mézières. 542 ingénieurs militaires y furent formés.
Depuis 1800, l'édifice héberge les services de la préfecture des Ardennes.

## Le bâtiment

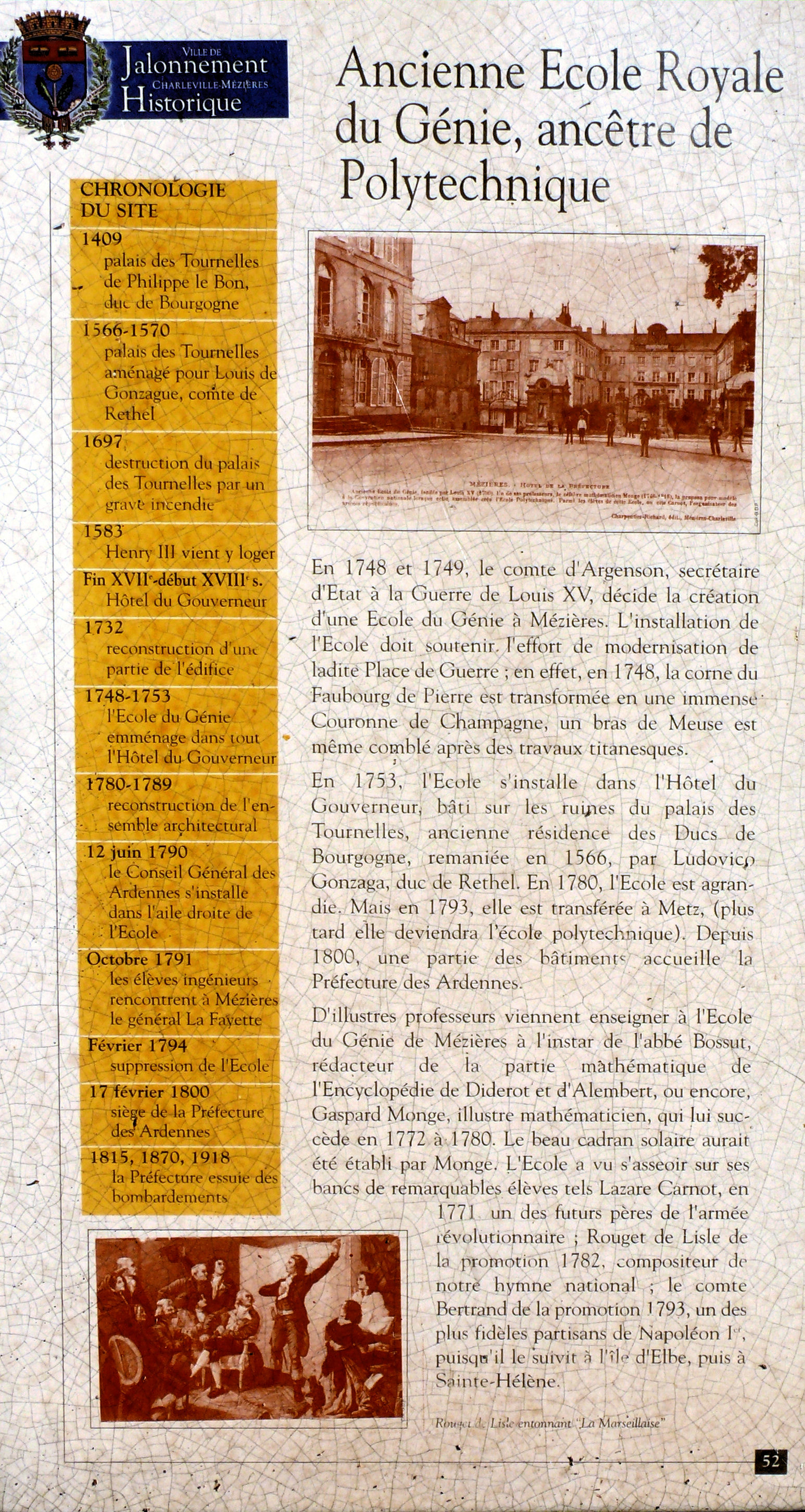
Panneau d'information : Histoire de l'école.

Le bâtiment occupe l'emplacement du palais des Tournelles, résidence des gouverneurs de Mézières. Philippe le Bon, duc de Bourgogne, construisit le premier palais des Tournelles en 1409. Il avait été rebâti en 1566 par Louis de Gonzague, comte de Rethel. Le roi Henri III loge au palais des Tournelles, en 1583. Le palais des Tournelles a été en grande partie détruit par un incendie, en 1697. Une partie de l'édifice est reconstruit en 1732. 
La décision d'installation de l'École royale du Génie à Mézières, en 1748, s’inscrivait dans un plan de modernisation de la place fortifiée de Mézières. La corne du faubourg Saint-Pierre est transformée pour devenir la couronne de Champagne, un bras de la Meuse est comblé.
L'hôtel du Gouverneur est occupé en 1753 par l'école royale du Génie. Du palais construit par Louis de Gonzague il reste la grande salle voûtée au rez-de-chaussée du corps central. L'école devient école royale le 31 décembre 1776. Le bâtiment actuel a été construit entre 1780 et 1789. Gaspard Monge a fait tracer la « méridienne du temps vrai, et courbe du temps moyen » qui se trouve sur le pilastre de la chaîne d'angle de l'aile ouest de la cour d'honneur. 
En octobre 1791, les élèves ingénieurs reçoivent à Mézières la visite du général La Fayette. L’école est transférée à Metz en 1793 (École d'application de l'artillerie et du génie), avant d'être supprimée en 1794. Monge, qui y avait été professeur, s'inspira largement des méthodes en usage à l'École du Génie pour mettre au point l'enseignement de ce qui allait devenir l'École polytechnique.
Le conseil général du nouveau département des Ardennes s'est installé dans l'aile ouest le 12 juin 1790. La préfecture s'y est installée le 17 février 1800. Les locaux de l’école sont aujourd'hui occupés par l’hôtel du Département et la préfecture des Ardennes.
En 1863 ont été édifiés les deux pavillons d'angle et la grille.
Le grand quartier général de l'armée allemande s'installe dans les locaux de la préfecture au cours de la Première Guerre mondiale.
Les bâtiments sont partiellement inscrits au titre des monuments historiques par arrêté du 12 avril 1972.

## Programme des études
Les élèves étaient recrutés sur concours, en principe uniquement dans le second ordre (la noblesse). Le concours portait sur une interrogation de mathématiques dont le programme recouvrait les cours de Camus et de Bézout, et l'on recrutait une vingtaine d'élèves. Les examinateurs au concours d'entrée furent Étienne Camus puis l'abbé Bossut. Chastillon fut le premier directeur de cet établissement.
Les études duraient deux années : 
- une année de théorie, qui se concluait par le concours de sortie, comprenant 
  - des cours de mathématiques, de statique et d'hydraulique (assurés par Bossut) ;
  - des séances de dessin au lavis des trois systèmes de fortification de Vauban ;
  - des séances de dessin des ordres d'architecture selon Claude Perrault ;
  - des cours de stéréotomie et de coupe des bois ;
- une année de pratique, pendant laquelle les élèves faisaient :
  - les exercices de l'école de siège à l'automne,
  - des exercices de levé à la toise et à la boussole de bâtiments de la ville
  - un levé de plan détaillé d'une place forte particulière, avec finition au lavis.

Selon l'ordonnance de 1776, après les deux années de service à l'école, les élèves prennent le titre d'aspirants au corps royal du génie et le rang de lieutenant en second d'infanterie et servent en cette qualité deux autres années, au sein du corps royal de l'artillerie, où ils sont attachés comme surnuméraires aux compagnies des mineurs et de sapeurs. Après ces deux années, les aspirants au corps royal du génie servent deux années au sein d'une brigade de ce corps avec le rang de lieutenant en premier. À la suite de ces deux années, les aspirants sont placés deux ans au moins auprès des régiments d'infanterie.

## Réformes de l'école

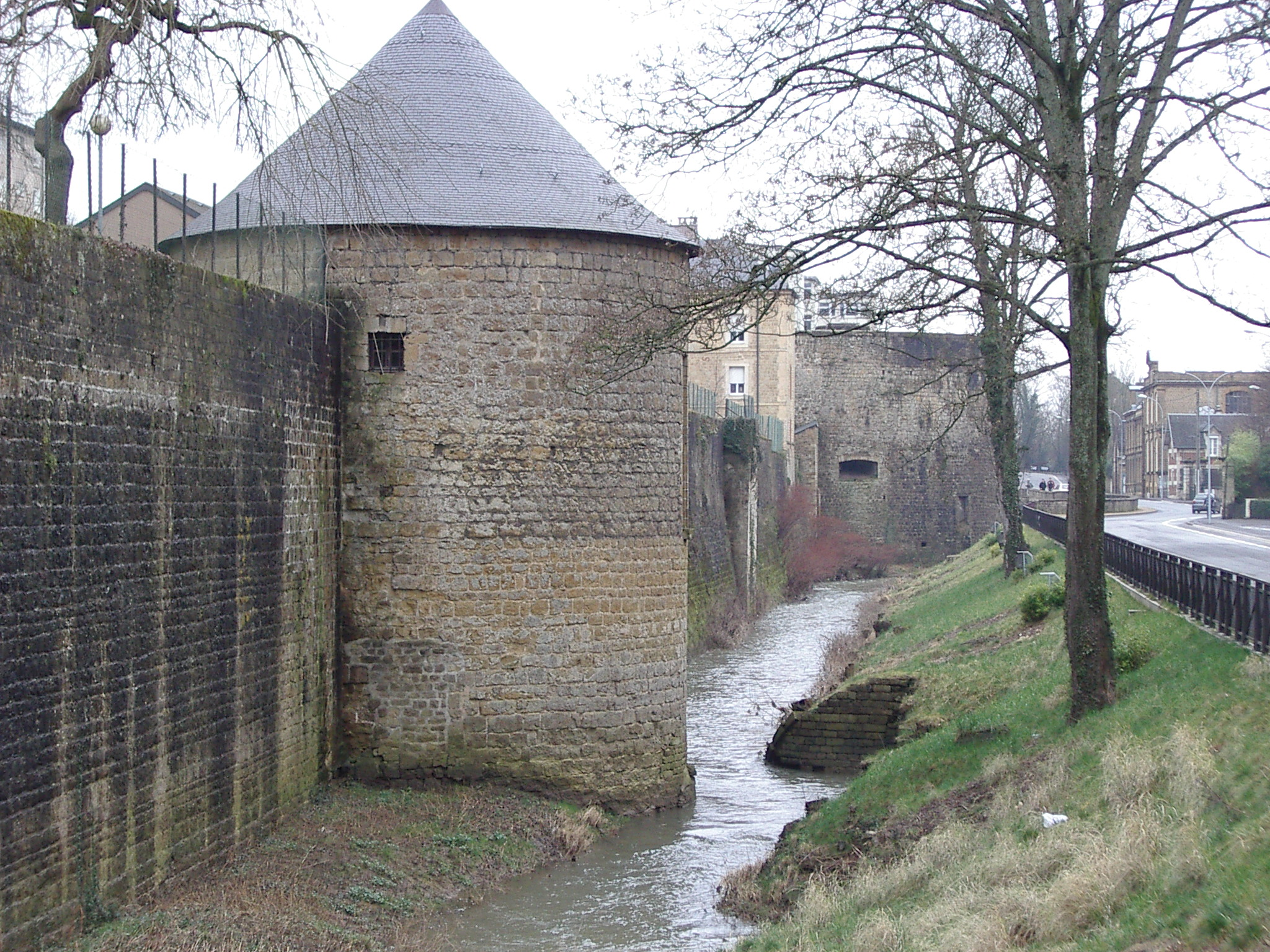
Les fortifications de la ville, prétexte à de nombreux exercices de levé et de dessin au lavis...fossés, tour des lieutenants et tour Milard.

- L'ordonnance du 4 décembre 1762  multiplie par cinq les promotions (une centaine d'élèves), changeant nécessairement la forme des cours : nécessité de supports écrits, diminution des travaux dirigés en plein air (demandant trop de temps et d'encadrement), augmentation des travaux en salle. Le recrutement se démocratise aussi : Coulomb, Monge sont admis à suivre les cours. Des leçons de physique, inspirées du cours de l'abbé Nollet, font leur apparition dans le cursus.
- La mort de Chastillon en 1764 fait disparaître la scission entre les deux années (théorique et pratique).
- L'ordonnance de 1776, réclamée à cor et à cri depuis une dizaine d'années par l'aristocratie, met un terme à l'ouverture du concours aux sujets du tiers état : les promotions diminuent à une dizaine d'élèves à partir de cette date.
- Règlement-Instructions de 1777, largement inspirées par Gaspard Monge, qui donnent la primauté au dessin géométral (qui deviendra plus tard la géométrie descriptive) et à la mécanique dans les épreuves du concours de sortie.
- Création d'un laboratoire de chimie en 1782.
- Avec trop peu d'élèves-ingénieurs, le concours de sortie est de facto supprimé à partir de 1787. Le Comité de salut public, sur proposition de Lazare Carnot, transfère l'école en 1794 à Metz, puis elle fusionne en 1807 avec l'École d'artillerie de Châlons et devient l'École d'application de l'artillerie et du génie, la principale école d'application de la toute nouvelle École polytechnique. Après la défaite de 1870, l'école déménage à Fontainebleau. En 1912, la formation du génie est séparée et devient l'École militaire et d'application du génie de Versailles tandis que la formation de l'artillerie devient l'École militaire de Fontainebleau. En 1940, à la suite de l'invasion allemande, l'École militaire et d'application du génie déménage à Avignon. L'école est dissoute en 1942, puis recréée à Angers en 1945 comme École d'application du génie d'Angers. Une seconde école est créée à Versailles, l'école supérieure technique du génie qui devient en 1976 l'École supérieure du génie militaire. Les deux écoles fusionnent en 1995 pour donner l'École supérieure et d'application du génie.

## Élèves de l'école de Mézières
Par ordre de promotion.
- Pierre du Buat (promotion 1750)
- Jean-Nicolas Desandrouins (1751)

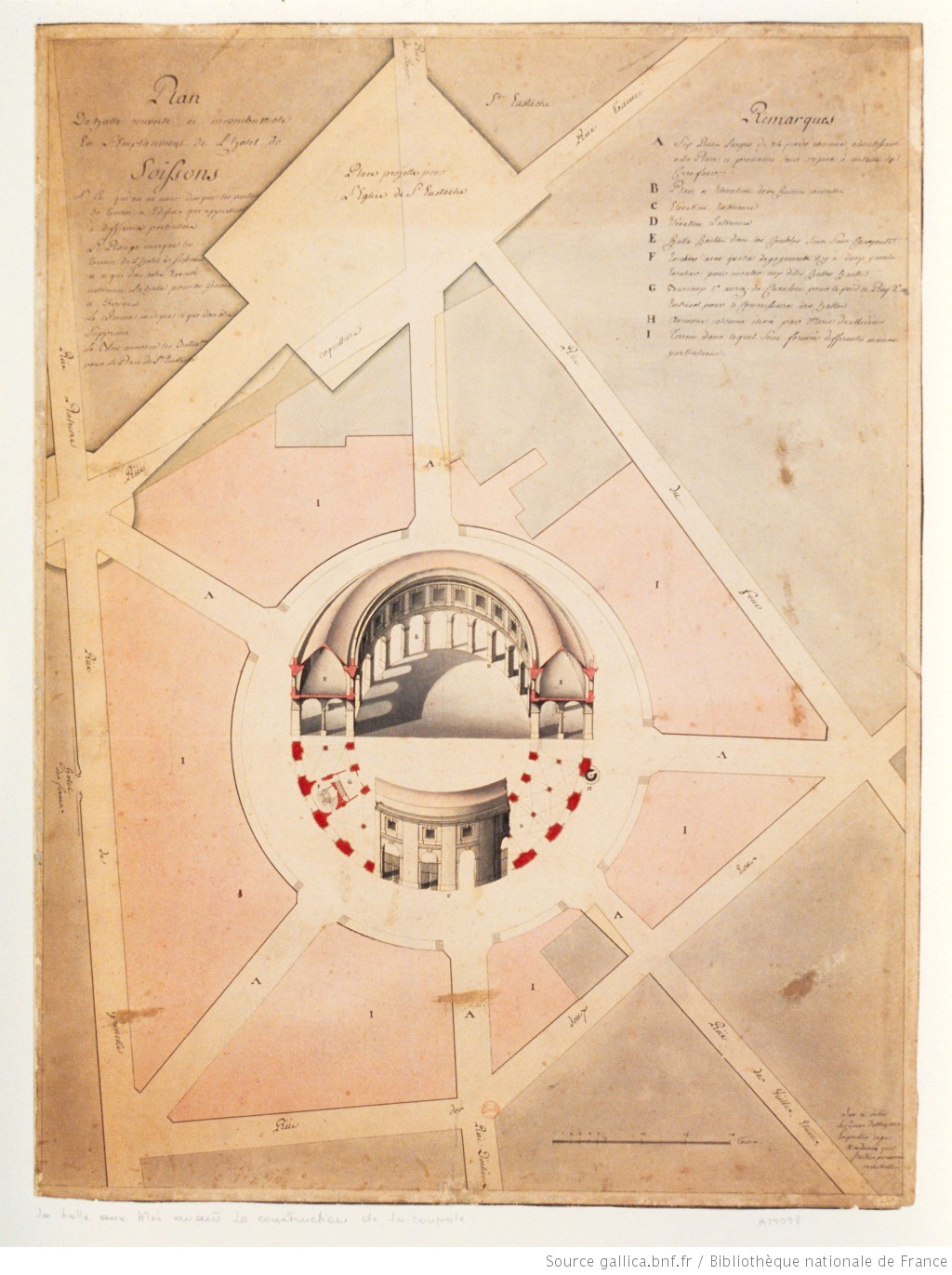
Dessin au lavis de la halle aux blés de Paris par Nicolas Le Camus de Mézières (1763). Source : BNF.

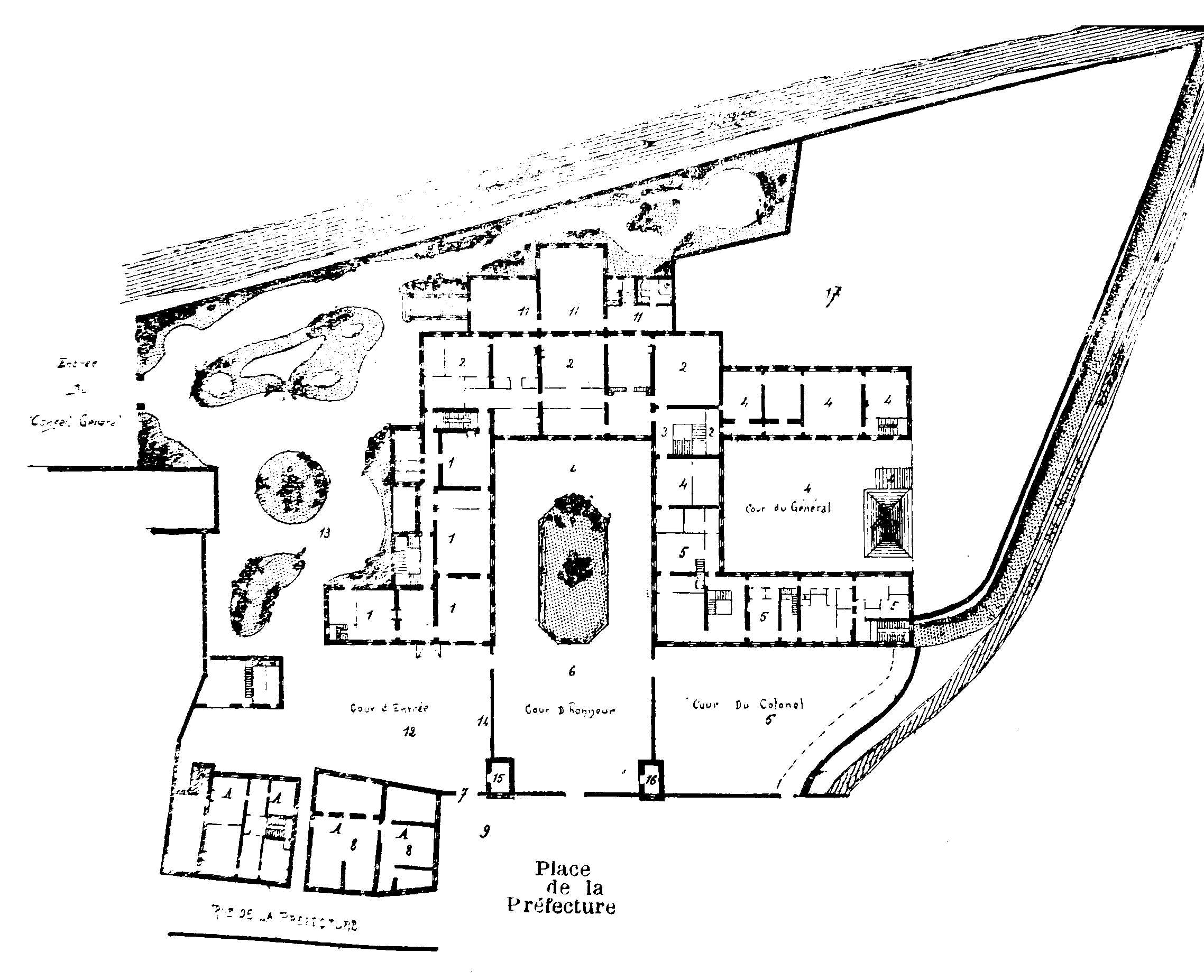
Plan de l'école.

- Guillaume Querenet de la Combe (1751)
- Henri de Palys de Montrepos (1754)
- Jean-Claude le Michaud d'Arçon (promotion 1755)
- François Ignace Ervoil d'Oyré (promotion 1756)
- Jean-Charles de Borda (promotion 1758)
- Louis Cantel d'Octeville (1758) surnuméraire Artillerie
- François Thibault de Ménonville (1759)
- Charles-Augustin Coulomb (promotion 1760)
- De Courregeole (1763)
- Henri Crublier d'Opterre (1764)
- Louis-Bertrand de Barthouil de la Mothe (1764)
- Jean-François Caravaque (1764)
- Louis Le Bègue Duportail  (1764)
- Louis des Hayes de La Radière (1765), tué en 1779 à West Point
- Louis-Alexandre Berthier (promotion 1766)
- Gaspard Monge (promotion 1767)
- Charles de Turpin (1767)
- Victor Andreossy (promotion 1768)
- François Antoine Bonnet de Démouville (promotion 1768)
- Henri Jean-Baptiste de Bousmard de Chantereine (promotion 1768)
- Justin Girod de Chantrans (promotion 1768)
- Paul Mérault Monneron (promotion 1768)
- Jean François Aimé Dejean (promotion 1769)
- Jean-Baptiste de Laumoy (1769)
- Louis Marie de Milet de Mureau (promotion 1769)
- François Charles Absolut de La Gastine (promotion 1770)
- Louis Jean-Baptiste Gouvion (promotion 1770)
- Lazare Carnot (promotion 1771)
- Jean-Xavier Bureau de Pusy (1771)
- Charles d'Amondans de Tinseau (promotion 1771)
- Antoine O'Connor (1771)
- Dominique-André de Chambarlhac (1773)
- Louis Boüan du Chef du Bos (1774)
- Pierre Cousteau de la Barrière (1774)
- Jean-Baptiste Meusnier (promotion 1774)
- Joseph Plancher de Courteneuve (1774)
- Étienne-François de Sénovert (1774)
- Jean Crublier d'Opterre  (1775)
- Joseph Florian de Plancher (1775)
- Paul Perrault de La Gorce (admis en 1777, reçu premier janvier 1780[4])
- Louis Marie de Caffarelli du Falga (promotion 1777)
- François Joseph d'Estienne de Chaussegros de Léry (promotion 1777), Canadien-français, ingénieur-en-chef de l'Empire français
- François de Chasseloup-Laubat (promotion 1778)
- Simon François Gay de Vernon (promotion 1780)
- Prieur de la Côte d'Or (promotion 1784)
- Armand Samuel de Marescot (promotion 1784)
- Rouget de Lisle
- Étienne Louis Malus (1793)
- Jean-Louis des Mottes (?)
- Jean-François Clouet (?), qui y fut aussi enseignant.